# Béatrice Dalle
Pour les articles homonymes, voir Dalle.
Béatrice Cabarrou, dite Béatrice Dalle (du nom de son premier mari, qu'elle a continué à utiliser après leur divorce), est une actrice française, née le 19 décembre 1964 à Brest (Finistère).
Elle a été révélée en 1986 pour son rôle de Betty dans 37°2 le matin de Jean-Jacques Beineix.

## Biographie

### Famille et enfance
Béatrice Françoise Odona Cabarrou est issue d'une famille modeste. Elle est la fille d'un ancien fusilier marin (enfant de la DDASS) et d'une femme au foyer. La native de Brest affirme qu'elle ne serait certainement pas devenue actrice si ses parents avaient eu assez d'argent : « Quand tu n'as rien, tu as forcément les crocs... J'ai tellement faim de tout... ».
Béatrice et sa sœur aînée, Marie-France, passent une enfance plutôt heureuse dans une HLM de la cité des Sablons du Mans, où leur père a décroché un travail de mécanicien. Béatrice s'accroche à l'école et imagine qu'elle fera des études pour devenir anthropologue, vulcanologue ou médecin légiste. À quatorze ans, elle quitte Le Mans pour rejoindre Paris, où elle vit dans le milieu underground.

### Carrière

#### Débuts
Fréquentant le milieu punk, elle participe à un casting de lolitas pour le magazine Photo qui choisit sa photo pour sa couverture. Le cliché intéresse le directeur des auditions et futur agent artistique Dominique Besnehard ; ce dernier lui propose, en 1985, de donner la réplique à Jean-Hugues Anglade dans 37°2 le matin de Jean-Jacques Beineix. Dans le rôle de Betty, elle contribue au succès public et international de ce film culte dont la scène de sexe torride la fait passer au rang d'icône du cinéma français : la carrière cinématographique de l'actrice est lancée,.

#### Consécration

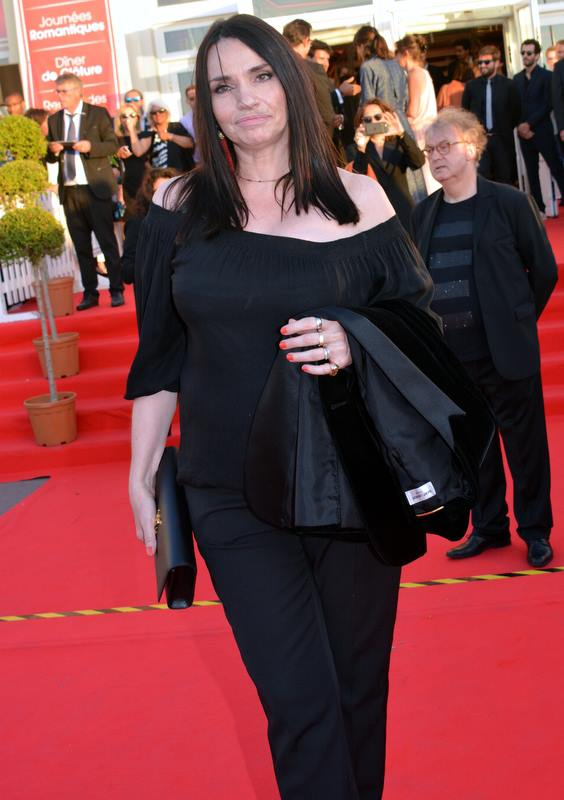
L'actrice lors du Festival de Cabourg 2017.

Si, dans un premier temps, Béatrice Dalle (son nom d'épouse de son premier mariage, resté son nom de scène après la rapide dissolution de celui-ci) fait essentiellement usage de son sex appeal (La Sorcière, Les Bois noirs), elle parvient peu à peu à imposer son caractère entier à des réalisateurs de renom, mais aussi sa répartie et son franc-parler aux animateurs lorsqu'elle fait la promotion de ses films, faisant d'elle une figure libre dans un monde du cinéma plutôt enclin aux figures imposées. Partenaire d'Isabelle Huppert en 1990 dans La Vengeance d'une femme, huis clos de Jacques Doillon, elle est ensuite demandée par les jeunes réalisateurs du cinéma indépendant américain, comme Jim Jarmusch ou Abel Ferrara. L'actrice, dont la présence animale crève l'écran, devient une habituée des atmosphères sensuelles et tourmentées de Claire Denis, avec des films comme J'ai pas sommeil, Trouble Every Day (récit d'une passion cannibale qui secoue le festival de Cannes 2001), ou encore L'Intrus (2004).
Ne s'autorisant guère d'incursions dans des œuvres grand public (sinon La Belle Histoire de Claude Lelouch), elle avoue en 2004 dans Libération : « Je ne lis jamais les scénarios, je ne connais pas le casting d'un film avant de le choisir : la seule chose qui compte, c'est le metteur en scène qui me demande de le rejoindre. Je veux des fortes personnalités, c'est mon seul critère de choix. » Égérie du cinéma d'auteur (17 Fois Cécile Cassard de Christophe Honoré), elle tourne au Japon en 2001 dans le film expérimental H Story de Nobuhiro Suwa et accepte volontiers des seconds rôles taillés à sa mesure (Le Temps du loup de Michael Haneke, ou Clean d'Olivier Assayas).
En 2007, Béatrice Dalle est à l'affiche du polar Truands de Frédéric Schoendoerffer, puis du film d'horreur À l'intérieur (de Julien Maury et Alexandre Bustillo), où elle tient le rôle d'une femme prête à tout pour arracher un enfant, sur le point de naître, du ventre de sa mère. En 2010, elle joue le rôle de Gloria dans le film Bye bye Blondie d'après le roman de Virginie Despentes.
En 2014, elle joue dans la pièce Lucrèce Borgia mise en scène par David Bobée.
En octobre 2017, Béatrice Dalle se rend à Bordeaux accompagnée de Virginie Despentes et du groupe Zëro pour les lectures musicales de l'œuvre de Pier Paolo Pasolini. L'événement se déroule au Théâtre national de Bordeaux en Aquitaine et fait partie de la programmation du Festival international du film indépendant de Bordeaux (FIFIB) où elle est interviewée par le jeune réalisateur Romain Barreau au sujet de sa carrière.
En 2019, elle retrouve son ami JoeyStarr sur la scène des Folies Bergère dans la pièce Elephant Man, mise en scène par David Bobée.
Elle est l'une des personnalités à participer au dernier défilé de Jean-Paul Gaultier en janvier 2020 telles Coco Rocha, Amanda Lear, Mylène Farmer, Rossy de Palma, Dita von Teese et Estelle Lefébure,.
En 2022, elle participe à la « Fucking Night » de son amie Brigitte Fontaine à Bourges en disant un texte sur les prisons.
En 2023, elle joue la mère de Claude (incarné par Damien Bonnard) dans le film de Brigitte Sy intitulé Le Bonheur est pour demain. Elle a une relation forte avec Sophie (Laetitia Casta) amoureuse de son fils Claude alors incarcéré.
En 2025, elle prête sa voix sur l'album Bhelize don't cry d'Uzi Freyja.

### Vie privée
En 1985, elle épouse le peintre Jean-François Dalle, dont elle divorce trois ans plus tard tout en gardant son nom de famille. Après une liaison avec Arno Klarsfeld, puis une longue liaison d'une dizaine d’années avec le rappeur JoeyStarr dans les années 1990, elle épouse le 3 janvier 2005, à la prison de Brest, Guénaël Meziani, de dix ans son cadet, incarcéré pour viol et qu'elle a rencontré dans cette même prison, sur le tournage de l'adaptation cinématographique de la pièce Tête d'or par Gilles Blanchard. En 2013, elle divorce de Meziani, redevenu violent après avoir été libéré de prison en 2012,. Il meurt en 2017.
En 2013, elle confie lors d'un entretien avoir elle-même frappé certains hommes qui ont partagé sa vie lorsqu'elle était irritée : « La violence intellectuelle, j’en ai besoin, mais pas physique, ça non, je ne supporterais pas. Moi oui, je fais le coup de poing. J’ai quasiment frappé tous mes fiancés. Un truc qui ne me plaisait pas et je leur mettais un pain dans la gueule. »
L'actrice a ensuite été en couple avec un professeur de MMA nommé Eddy, puis avec le militant d'extrême droite Paul Bichet-Galaup,.
Une amitié forte la liait à l'acteur Guillaume Depardieu.
Elle est une amie de Brigitte Fontaine.

### Prises de position et image publique
En janvier 2019, elle déclare à Léa Salamé sur France 2 soutenir le mouvement des Gilets jaunes » : « Je suis à moins mille sept cents balles sur mon compte, j'ai pas d'appart, j'ai pas de bagnole, j'habite chez un pote. Moi, je ne fais que des films indépendants. Je ne fais que du théâtre subventionné. J'ai jamais une thune. »
Béatrice Dalle, actrice conservant des affinités punk, est connue pour être elle-même un personnage ambivalent, « trash et cash », jouant de sa vie plurielle et chaotique, de sa voix rauque abîmée mais forte, impressionnante et sensuelle, de son franc-parler sans tabou y compris sur elle-même et parfois dans l'autocritique, et de sa féminité anticonformiste. Elle déclare qu'elle est d'autant plus à l'aise que les choses sont trash. Elle confie sans problème ce qui la concerne, forces et faiblesses, et ce qu'elle pense. D'une absolue liberté de ton et d'un féminisme nuancé, elle soutient la libération de la parole mais n'hésite pas à critiquer certaines actrices ayant pris part à #MeToo au motif de leurs mensonges supposés, d'autant plus qu'elle dit avoir eu un parcours compliqué par les opinions réactionnaires de son milieu familial, et s'être construite de façon marquée par l'inceste pédocriminel d'un grand-père sur elle.

### Affaires judiciaires et controverses
Condamnée en 1992 pour un vol de bijoux à Paris, puis en 1996 pour usage de stupéfiants (20 000 francs français d'amende), elle est arrêtée en 1999 à Miami en possession de cocaïne.

Début 2016, elle déclare dans des interviews avoir dans sa jeunesse mangé un morceau de cadavre alors qu'elle travaillait dans une morgue avec des « potes zicos » : 

« Une fois, on s'était fait un plat, on voulait le manger parce qu'on avait pris un acide… Alors, tu sais, on peut bien couper des mains quand on pense à le manger… […] On a goûté, c'était de l'oreille. Oh, là, là ! C'est pas grave. De toute façon, le mec ne s'est pas plaint hein, il ne sait même pas que j'ai mangé ses oreilles, ! »

Le 2 juillet 2018, elle affirme sur Instagram, à propos de l'évasion du braqueur Rédoine Faïd du centre pénitentiaire de Réau, où il purgeait une peine de vingt-cinq ans de réclusion, notamment pour la participation au meurtre de la policière municipale Aurélie Fouquet en 2010 : « Que Dieu te protège. Bravo, Rédoine Faïd, toute la France est avec toi, enfin moi en tout cas c'est sûr… Au revoir pénitentiaire, au revoir… Bordel, je vais danser le mia pendant des heures pour fêter ça. »

## Filmographie

### Cinéma

#### Longs métrages
- 1986 : 37°2 le matin de Jean-Jacques Beineix : Betty
- 1986 : On a volé Charlie Spencer de Francis Huster : la star
- 1988 : La Sorcière (La Visione del Sabba) de Marco Bellocchio : Maddalena
- 1989 : Chimère de Claire Devers : Alice
- 1989 : Les Bois noirs de Jacques Deray : Violette
- 1990 : La Vengeance d'une femme de Jacques Doillon : Suzy
- 1991 : Night on Earth de Jim Jarmusch : la femme aveugle
- 1992 : La Belle Histoire de Claude Lelouch : Odona
- 1992 : La Fille de l'air de Maroun Bagdadi : Brigitte
- 1994 : J'ai pas sommeil de Claire Denis : Mona
- 1994 : À la folie de Diane Kurys : Elsa
- 1996 : Désiré de Bernard Murat : Madeleine
- 1996 : Clubbed to Death (Lola) de Yolande Zauberman : Saida
- 1997 : The Blackout d'Abel Ferrara : Annie 1
- 1997 : Al Limite d'Eduardo Campoy : Elena
- 1999 : Toni de Philomène Esposito : Marie
- 2001 : Trouble Every Day de Claire Denis : Coré
- 2001 : H Story de Nobuhiro Suwa : l'actrice
- 2002 : 17 Fois Cécile Cassard de Christophe Honoré : Cécile Cassard
- 2003 : Le Temps du loup de Michael Haneke : Lise Brandt
- 2004 : Clean de Olivier Assayas : Elena
- 2004 : L'Intrus de Claire Denis : la reine de l'hémisphère nord
- 2004 : La Porte du soleil (Bab El Chams) de Yousry Nasrallah : Catherine
- 2004 : Process de C.S. Leigh : l'actrice
- 2005 : Dans tes rêves de Denis Thybaud : Ava
- 2006 : Tête d'or de Gilles Blanchard : la princesse
- 2007 : Truands de Frédéric Schoendoerffer : Béatrice
- 2007 : À l'intérieur d'Alexandre Bustillo et Julien Maury : la femme
- 2008 : Les Bureaux de Dieu de Claire Simon : Milena
- 2009 : Domaine de Patric Chiha : Nadia
- 2011 : Jimmy Rivière de Teddy Lussi-Modeste : Gina
- 2011 : Notre paradis de Gaël Morel : Anna
- 2011 : Livide de Julien Maury : la mère de Lucie
- 2012 : Bye bye Blondie de Virginie Despentes : Gloria
- 2012 : L'Étoile du jour de Sophie Blondy : Zohra
- 2013 : Le Renard jaune de Jean-Pierre Mocky : Brigitte
- 2013 : Rosenn d'Yvan Le Moine
- 2013 : Mes sœurs (Meine Schwestern) de Lars Kraume : Mildred
- 2013 : Les Rencontres d'après minuit de Yann Gonzalez : la commissaire
- 2014 : Aux yeux des vivants de Julien Maury : Jeanne Faucheur
- 2014 : ABCs of Death 2, segment X is for Xylophone d'Alexandre Bustillo et Julien Maury : la grand-mère
- 2017 : Chacun sa vie de Claude Lelouch : Clémentine
- 2018 : The Happy Prince de Rupert Everett : la patronne du café
- 2018 : Bonhomme de Marion Vernoux : Jo
- 2019 : La Vertu des impondérables de Claude Lelouch : Béatrice, la patronne du café
- 2019 : Toute ressemblance... de Michel Denisot : elle-même (apparition)
- 2021 : L'amour c'est mieux que la vie de Claude Lelouch : l'avocate du diable
- 2023 : La Bête dans la jungle de Patric Chiha : la physionomiste
- 2023 : Le bonheur est pour demain de Brigitte Sy : Lucie
- 2024 : La Passion selon Béatrice de Fabrice Du Welz : elle-même
- 2024 : Le Dossier Maldoror de Fabrice Du Welz : Rita
- 2025 : Laurent dans le vent d'Anton Balekdjian, Léo Couture et Mattéo Eustachon : Sophia

#### Courts et moyens métrages
- 2003 : Vendetta de Richard Aujard : Alice
- 2013 : Fumer tue d'Antoine Delelis : Csilla
- 2018 : Une charogne de Renaud de Foville : Marie
- 2019 : Lux Æterna de Gaspar Noé : elle-même
- 2021 : Rédemption zéro de Barnabé Bizarre et Oscar Bizarre : D.
- 2022 : The Sun Shines Brighter de Lukas Zimmermann : Maman

### Télévision

#### Téléfilms
- 2000 : La Vérité vraie de Fabrice Cazeneuve : Cathy
- 2001 : Les Oreilles sur le dos de Xavier Durringer : Monica
- 2008 : New Wave de Gaël Morel : Anna
- 2011 : De l'encre de Hamé et Ekoué : Mathilde
- 2013 : Punk de Jean-Stéphane Sauvaire : Teresa

#### Séries télévisées
- 2013 : Myster Mocky présente, saison 4, épisode 1 La Main du destin de Jean-Pierre Mocky : Henriette
- 2015 : Malaterra de Laurent Herbiet : Suzanne Leroy
- 2018 : Dix pour cent, saison 3, épisode 5 Béatrice d'Antoine Garceau : Elle-même
- 2018-2019 : À l'intérieur de Vincent Lannoo : Élisabeth Favard
- 2021 : Capitaine Marleau, épisode La Cité des âmes en peine de Josée Dayan : Alice Le Drouin
- 2022 : Fils de : Mamie Wafah
- 2024 : Juge dans Drag Race France, Saison 3 (épisode 6: Makeover)
- 2024 : Disparition inquiétante, épisode 7 Lorsque l'enfant paraît d'Arnaud Mercadier : Iris Koben

#### Clips
- 1988 : Les Garçons Bouchers ; Carnivore de Jean-Michel Roux : la fille à la tronçonneuse
- 1992 : A-Ha : Move to Memphis d'Erick Ifergan : la femme
- 2016 : Butch McKoy : My king de Renaud de Foville : la passagère
- 2018 : Indochine : Kimono dans l’ambulance de Nicola Sirkis : une victime
- 2021 : Hangman's Chair : Cold & Distant de Oscar Bizarre : La schizophrène de la voiture

## Théâtre
- 2014 : Lucrèce Borgia de Victor Hugo, mis en scène par David Bobée - Château de Grignan, tournée
- 2017 : Pier Paolo Pasolini, lecture musicale avec Virginie Despentes et la participation du groupe Zëro - Maison de la poésie, tournée
- 2018 : Recréation de Warm (2007), mis en scène par David Bobée - Théâtre des Deux Rives - Centre dramatique national de Normandie-Rouen
- 2019 : Elephant Man de Bernard Pomerance, mis en scène par David Bobée - Folies Bergère
- 2019-2020 : Viril, lectures musicales de textes féministes et antiracistes avec la rappeuse Casey, l'écrivaine Virginie Despentes et la participation du groupe Zëro, mise en scène David Bobée[37] - Bobino, tournée
- 2023 : Troubles, lectures musicales de textes féministes et antiracistes avec la rappeuse Casey, l'écrivaine Virginie Despentes et la participation du groupe Zëro.

## Livre audio
- 2013 : Le Roman de Tristan et Iseut, 4 CD, éditions Frémeaux.
- 2023 : Cher Connard de Virginie Despentes, éditions Audible.

## Distinctions
Sauf indication contraire, les informations mentionnées dans cette section peuvent être confirmées par les bases de données cinématographiques IMDb et Allociné,  présentes dans la section « Liens externes ».

### Récompenses
- Fright Meter Awards 2008 : meilleure actrice dans un second rôle pour À l'intérieur
- Fangoria Chainsaw Awards 2009 : meilleure actrice dans un second rôle pour À l'intérieur
- Festival du film de Cabourg 2017 : Swann d'or de la meilleure actrice pour Chacun sa vie[réf. nécessaire]

### Nominations
- César 1987 : César de la meilleure actrice pour 37°2 le matin
- Brutus 2008 : Meilleure actrice pour À l'intérieur